# Fraizer Campbell
Fraizer Campbell (ur. 13 września 1987 w Huddersfield w Anglii) – angielski piłkarz, zawodnik Huddersfield Town. Gra na pozycji napastnika.
Do klubu dołączył 1 lipca 2004 roku jako junior. W drugiej części sezonu 2005/2006 grał w rezerwach, natomiast w sezonie 2006/2007 został wypożyczony do belgijskiego klubu Royal Antwerp. Debiut w pierwszej drużynie Manchesteru zaliczył 9 maja 2006 roku podczas pożegnalnego meczu Roya Keane'a.
Podczas przygotowań do sezonu 2006/2007 Campbell strzelił swojego pierwszego gola w pierwszej drużynie United w meczu przeciwko Macclesfield Town po tym jak zmienił na boisku Wayne'a Rooneya. Jego forma strzelecka w sezonie 2006/2007 w drużynie z Antwerpii zaowocowała nadaniem mu przydomka "Super Campbell".
Campbell został powołany do składu na derbowy mecz z Manchesterem City, który odbył się 19 sierpnia 2007 roku i wszedł na boisko w 73. minucie zmieniając Michaela Carricka. Nie udało mu się jednak uchronić zespołu od porażki i The Citizens pod wodzą Svena-Görana Erikssona pokonali Czerwone Diabły 1-0.
W sezonie 2007/2008 Fraizer przebywał na wypożyczeniu w klubie z Football League Championship, Hull City.
W sezonie 2008/2009 Fraizer został wypożyczony do końca sezonu do Tottenhamu jako część transferu Berbatowa do Manchesteru United. Do maja 2009 roku rozegrał w tym klubie 10 ligowych spotkań.
11 lipca 2009 roku podpisał kontrakt z Sunderlandem, do którego przeszedł za 3,5 miliona funtów. W nowym klubie zadebiutował 15 sierpnia w meczu z Boltonem Wanderers.
24 lipca 2014 roku podpisał kontrakt z Crystal Palace.
W 2017 roku odszedł do Hull City.
Od 12 sierpnia 2019 roku reprezentuje barwy Huddersfield Town.